# Anthophora disparilis
Anthophora disparilis är en biart som först beskrevs av Heinrich Friese 1922. Den ingår i släktet pälsbin och familjen långtungebin. Inga underarter finns listade i Catalogue of Life.

## Beskrivning
Ett tämligen stort bi med en mycket hårig bakkropp. Endast honan är beskriven: Hon är mellan 17 och 18 mm lång, med svart grundfärg, och en tydlig, gul pollenkorg (scopa) på bakre skenbenen. Bakkroopen har övervägande grå, långhårig päls med endast liten inblandning av svarta hår på tergit (ovansidans bakkroppssegment) 1 till 4; tergit 5 har svarta hår i mitten, röda på sidorna, medan tergit 6 (det sista segmentet hos honorna) har rödbrun päls. Vingarna är tämligen mörka, med svartbruna ribbor.

## Ekologi
Som alla i släktet är arten ett solitärt bi och en skicklig flygare som föredrar torrare klimat. I norra Israel flyger den från januari till april. Den besöker växter som plommonarten Prunus tangutica, afodillen Asphodelus aestivus, rosmarin och ärtväxten Anagyris foetida.

## Utbredning
Anthophora disparilis förekommer i Syrien, Palestina, Israel och Jordanien.